# Assedio di Guadalupa
L'assedio di Guadalupa fu un fallito tentativo da parte delle forze del Regno d'Inghilterra guidate da Christopher Codrington di catturare l'isola francese di Guadalupa durante la Guerra di successione spagnola.
Una vigorosa difesa coordinata dal governatore di Guadalupa, Charles Auger, assieme ai rinforzi ricevuti dalla Martinica, ed unitamente alla mancanza di risorse e munizioni da parte delle forze inglesi, fecero terminare ben presto l'assedio con l'abbandono dei britannici del campo di battaglia e la vittoria dei francesi.